# Zubowice (gromada)
Zubowice – dawna gromada, czyli najmniejsza jednostka podziału terytorialnego Polskiej Rzeczypospolitej Ludowej w latach 1954–1972.
Gromady, z gromadzkimi radami narodowymi (GRN) jako organami władzy najniższego stopnia na wsi, funkcjonowały od reformy reorganizującej administrację wiejską przeprowadzonej jesienią 1954 do momentu ich zniesienia z dniem 1 stycznia 1973, tym samym wypierając organizację gminną w latach 1954–1972.
Gromadę Zubowice z siedzibą GRN w Zubowicach utworzono – jako jedną z 8759 gromad na obszarze Polski – w powiecie tomaszowskim w woj. lubelskim na mocy uchwały nr 16 WRN w Lublinie z dnia 5 października 1954. W skład jednostki weszły obszary dotychczasowych gromad Zubowice wieś, Zubowice kol., Tuczapy, Przewale, Niedźwiedzia Góra i Sosnowa-Dębowa ze zniesionej gminy Tyszowce oraz obszar dotychczasowej gromady Kraczew ze zniesionej gminy Komarów w tymże powiecie. Dla gromady ustalono 18 członków gromadzkiej rady narodowej.
1 stycznia 1960 gromadę zniesiono, włączając jej obszar do gromad: Komarów Osada (wieś i kolonię Zubowice oraz wieś Sosnowa Dębowa), Tyszowce (wieś i kolonię Przewale oraz kolonie Przewale-Kaliwy i Zielone), Wożuczyn (wieś i kolonię Kraczew, kolonię Kraczew-Pustki oraz wieś Niedźwiedzia Góra) i Perespa (kolonie Tuczapy, Podgaj, Podhajecka, Szczerbinki i Wolica Grabowa) w tymże powiecie.